# Soft and Wet

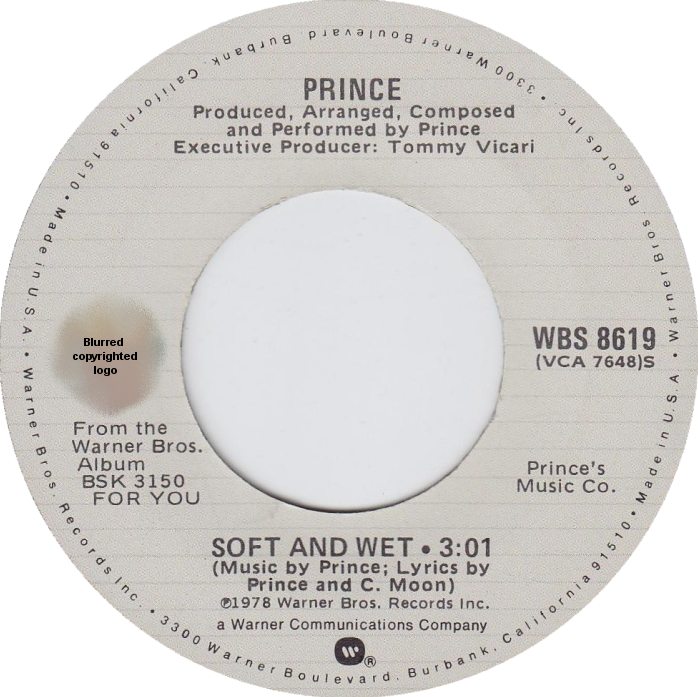

Soft and Wet è il singolo di debutto del cantante e musicista statunitense Prince, pubblicato nel 1978 dalla Warner Bros. Records, ed estratto dall'album For You.
La canzone è prodotta dallo stesso Prince e da Chris Moon ed è la prima dove l'artista sperimenta metafore molto sensuali, che accompagnano le produzioni dell'artista ancora oggi. Il pezzo ha sonorità funk e disco, con basso elettrico, sintetizzatore, batteria e tastiera, quest'ultima suonata da un giovane Prince.
Come B-side, il disco, presenta Crazy You, estrapolata sempre dall'album For You. Soft and Wet si trova anche come B-side nel singolo Pink Cashmere del 1993.

## Cover
Nel 1990 il rapper MC Hammer ha registrato She's Soft and Wet dove, sebbene le parole siano diverse, si può sentire bene il sound della canzone originale di Prince. Nell'album di MC Hammer Please Hammer Don't Hurt 'Em appaiono comunque i diritti Controversy & Ecnirp Publishing di Prince.

## Nella cultura di Massa
Soft and Wet è lo stand di Josuke Higashikata protagonista dell'ottava parte de "Le Bizzarre Avventure di Jojo", Jojolion.